# Польша на летних Олимпийских играх 1952
Польша принимала участие в Летних Олимпийских играх 1952 года в Хельсинки (Финляндия) в шестой раз за свою историю, и завоевала одну бронзовую, одну золотую и две серебряные медали. Сборную страны представляли 22 женщины.

## 01!Золото
- Бокс, мужчины — Зыгмунт Хыхла.

## 02!Серебро
- Гимнастика, мужчины — Ежи Йокель.
- Бокс, мужчины — Алексий Анткевич.

## 03!Бронза
- Гребля, мужчины — Теодор Коцерка.

## Результаты соревнований

### Академическая гребля
Соревнования в академической гребле на Играх 1952 года проходили с 20 по 23 июля. В следующий раунд из каждого заезда проходили несколько лучших экипажей (в зависимости от дисциплины). Впервые с 1928 года для проигравших в полуфинале спортсменов был введён ещё один отборочный заезд. В финал A выходили 5 сильнейших экипажей.
Мужчины
| Соревнование | Спортсмены                      | Предварительный заезд | Предварительный заезд | Предварительный заезд | 1-й отборочный заезд | 1-й отборочный заезд | 1-й отборочный заезд | Полуфинал             | Полуфинал             | Полуфинал             | 2-й отборочный заезд  | 2-й отборочный заезд  | 2-й отборочный заезд  | Финал                 | Финал                 |
| Соревнование | Спортсмены                      | Заезд                 | Время                 | Место                 | Заезд                | Время                | Место                | Заезд                 | Время                 | Место                 | Заезд                 | Время                 | Место                 | Время                 | Место                 |
| ------------ | ------------------------------- | --------------------- | --------------------- | --------------------- | -------------------- | -------------------- | -------------------- | --------------------- | --------------------- | --------------------- | --------------------- | --------------------- | --------------------- | --------------------- | --------------------- |
| одиночки     | Теодор Коцерка                  | 3                     | 7:59,5                | 2 Q                   | не участвовал        | не участвовал        | не участвовал        | 1                     | 9:10,6                | 4                     | 2                     | 7:41,8                | 1 Q                   | 8:19,4                | 3                     |
| двойки       | Ян Святковский Станислав Висняк | 2                     | DSQ                   | —                     | 2                    | 7:39,7               | 2                    | завершили выступление | завершили выступление | завершили выступление | завершили выступление | завершили выступление | завершили выступление | завершили выступление | завершили выступление |